# Добро пожаловать в Сараево
«Добро пожаловать в Сараево» (англ. Welcome to Sarajevo) — художественный фильм совместного производства США и Великобритании по книге Майкла Николсона.

## Сюжет
В разорённом войной Сараеве в 1992 году сошлись вместе две съёмочные группы телевидения, американская во главе с Джимми Флинном и британская во главе с Майклом Хендерсоном. Журналисты посещают детский дом, расположенный рядом с линией фронта. Хендерсон незаконно решает взять одного ребёнка, чтобы вывезти его в Великобританию и таким образом спасти от ужаса гражданской войны. В этом ему помогает американский волонтёр Нина.

## В ролях
- Стивен Диллэйн — Мартин Хендерсон
- Мариса Томей — Нина[5]
- Вуди Харрельсон — Джимми Флинн
- Джеймс Несбитт — Грегг, военный кинооператор
- Эмира Нусевич — Эмира
- Игор Дзамбазов — Жакет
- Керри Фокс — Джейн Карсон
- Горан Вишнич — Ристо Бавич
- Эмили Ллойд — Энни Макджи
- Джульет Обри — Хелен Хендерсон
- Фрэнк Диллэйн — Кристофер Хендерсон
- Пэйдж Броган-Смит — Джейн Хендерсон
- Инес Фанкович — женщина в очереди за хлебом